# オーデンセ交響楽団
オーデンセ交響楽団（Odense Symfoniorkester）は、デンマークのオーデンセを本拠地とするオーケストラ。
1800年頃に存在したオーデンセの劇場オーケストラをルーツとし、1946年に設立。
1982年に完成したオーデンセ・コンサートホールを本拠とするが、カール・ニールセン・ホールでの演奏会も継続的に行う。
4代目の首席指揮者だったカロル・ストリャが設立したカール・ニールセン国際音楽コンクールではレジデント・オーケストラを務める。

## 歴代の首席指揮者
- ポール・イナースレウ＝イェンセン (1946-1948)
- アルネ・ハンメルボー (1948-1949)
- マルテリウス・ルンドクヴィスト (1949-1967)
- カロル・ストリャ (1968-1984)
- タマーシュ・ヴェト (1984-1987)
- オトマール・マーガ (1987-1991)
- エドワルド・セーロフ (1991-1995)
- ヤン・ワグナー (1997-2002)
- ポール・マン (2005-2008)
- アレクサンドル・ヴェデルニコフ (2009-2018)
- ピエール・ブルーズ（英語版） (2021-)[2]